# Actinote varians
Actinote varians är en fjärilsart som beskrevs av Jordan 1910. Actinote varians ingår i släktet Actinote och familjen praktfjärilar. Inga underarter finns listade i Catalogue of Life.